# Каховская агломерация
Каховская агломерация (укр. Каховська агломерація) — городская агломерация в Херсонской области Украины с центром в городе Каховке.
Агломерация сформирована вокруг Каховки, одного из крупнейших райцентров Херсонской области. На территории агломерации находится разрушенная Каховская ГЭС и ряд других крупных предприятий.
Включает в себя:
- города: Каховка, Новая Каховка, Берислав
- районы: Каховский район, Бериславский район.

Часть территории агломерации находится под российской оккупацией.